# Trugschluss der Amphibolie
Trugschluss der Amphibolie bezeichnet in der traditionellen Logik einen Fehlschluss auf der Grundlage uneindeutiger grammatischer Konstruktionen. Dabei wird für eine Schlussfolgerung eine Prämisse verwendet, die in einer Interpretation ihrer grammatischen Struktur eine bewiesene oder allgemein akzeptierte Behauptung darstellt, während für die Gültigkeit der Schlussform eine andere Interpretation erforderlich ist.

## Geschichte
Aristoteles hat die Amphibolie in seiner Schrift Sophisti elenchi (griech. Περὶ σοφιστικῶν ἐλέγχων peri sophistikon elenchon „Sophistische Widerlegungen“) als sprachliche Quelle von Fehlschlüssen gemeinsam mit der Homonymie behandelt. Im Fall eines auf Homonymie beruhenden Fehlschlusses ist allerdings die Vieldeutigkeit eines einzelnen Worts relevant, nicht die einer grammatischen Konstruktion.
| Ein berühmtes Beispiel für Amphibolie ist die lateinische Version des folgenden Orakelspruchs der Pythia (Ennius zugeschrieben): \| Aio te, Aeacida, Romanos vincere posse. \| \| Übersetzungsmöglichkeiten: 1.) Ich sage, dass du, Aeacide, die Römer besiegen kannst. 2.) Ich sage, dass die Römer dich, Aeacide, besiegen können. \| |
| Aio te, Aeacida, Romanos vincere posse. |
| Übersetzungsmöglichkeiten: 1.) Ich sage, dass du, Aeacide, die Römer besiegen kannst. 2.) Ich sage, dass die Römer dich, Aeacide, besiegen können. |

Im Lateinischen tritt hier eine Uneindeutigkeit auf, weil in einem Accusativus cum infinitivo nicht nur ein Subjektsakkusativ, sondern noch ein weiterer Akkusativ vorkommt und hier also nicht entschieden werden kann, ob te oder Romanos das Subjekt ist. Die Orakelsprüche des Orakel von Delphi waren für die oft fatale Mehrdeutigkeit ihrer Verkündungen berühmt, siehe Berühmte delphische Orakelsprüche.

## Kants Amphibolie der Reflexionsbegriffe
In dem mit Amphibolie der Reflexionsbegriffe betitelten Anhang zur Transzendentalen Analytik, dem Abschnitt der Kritik der reinen Vernunft (1781), in dem der deutsche Philosoph Immanuel Kant Begriffe und Urteile behandelt, setzt er sich mit spezifischen Amphibolien auseinander, auf die er die Positionen des dogmatischen Rationalismus zurückführt. Die Reflexionsbegriffe sind dabei allgemeine Formen für den Vergleich von Vorstellungen, sie haben jedoch in Anwendung auf den Verstand und auf die Sinnlichkeit verschiedene Bedeutungen:

„Die Überlegung (reflexio) […] ist das Bewußtsein des Verhältnisses gegebener Vorstellungen zu unseren verschiedenen Erkenntnisquellen, durch welches allein ihr Verhältnis untereinander richtig bestimmt werden kann. Die erste Frage vor aller weiteren Behandlung unserer Vorstellung ist die: in welchem Erkenntnisvermögen gehören sie zusammen? Ist es der Verstand, oder sind es die Sinne, vor denen sie verknüpft, oder verglichen werden?“

Die Amphibolie der Reflexionsbegriffe wird hervorgerufen durch ungenügende Unterscheidung zwischen Begriffen, die zum Verstand (Verstandesbegriffe, Kategorien) und solchen, die zur Sinnlichkeit gehören (aus der Wahrnehmung, perceptio, d. i. aus der empirischen Anschauung, der Erfahrung, gewonnene Begriffe). Vor dieser Verwechslung soll die „transzendentale Überlegung“ (Immanuel Kant: AA III, 215) schützen.
Kant zählt zu den Reflexionsbegriffen:
- Einerleiheit und Verschiedenheit
- Einstimmung und Widerstreit
- das Innere und das Äußere
- Materie und Form

1. Beispiel Einerleiheit und Verschiedenheit: Zwei Tropfen Wasser (Immanuel Kant: AA III, 216) sind als Erscheinung (empirisch) voneinander zu unterscheiden, auch wenn sie exakt dieselbe Gestalt haben und auch sonst qualitativ identisch sind, allein dadurch, dass sie verschiedene Stellen in der Raumzeit einnehmen. Ihre Repräsentationen sind jedoch völlig identisch, d. h. logisch betrachtet „nur ein Ding“. Kant kritisiert in diesem Zusammenhang Gottfried Wilhelm Leibniz und dessen principium identitatis indiscernibilium und unterstellt, dass Leibniz die Erscheinungen fälschlich als „Dinge an sich“ aufgefasst habe.
2. Beispiel Das Innere und Äußere: Kant erläutert den leibnizschen Begriff der Monade, indem er sie als inneres Analogon zum Substanzbegriff im Raum, also zur Beständigkeit der Materie auffasst. Leibniz habe sich diese Substanzen als Noumena vorgestellt „An einem Gegenstande des reinen Verstandes ist nur das innerlich, welches gar keine Beziehung auf irgendetwas von ihm Verschiedenes hat“ (Immanuel Kant: AA III, 217)